# Fernão do Pó
Fernão do Pó, noto anche come Fernando Pó (fl. XV secolo), è stato un navigatore ed esploratore portoghese del XV secolo.
Al servizio del re Alfonso V del Portogallo, esplorò le coste dell'Africa occidentale e scoprì la maggiore fra le isole del golfo del Biafra intorno al 1472; essa prese il suo nome (Fernando Pó), dal 1979 è chiamata Bioko; le isole minori, corrispondenti al gruppo noto anche come Pedro Escobar (São Tomé, Annobón, Príncipe) furono scoperte dal connazionale Pêro Escobar, affiancato da João de Santarém, nel dicembre 1471 e gennaio 1472.
Inoltre scoprì l'estuario del fiume Wouri, che chiamò «Rio dos Camarões» (fiume dei gamberetti), da cui ha preso il nome lo stato del Camerun.